# Möser
Möser település Németországban, azon belül Szász-Anhalt tartományban. Lakosainak száma 8416 fő (2023. december 31.).

## Népesség
A település népességének változása:
| Lakosok száma | 8214 | 8169 | 8293 | 8472 | 8517 | 8416 |
|               | 2015 | 2017 | 2019 | 2021 | 2022 | 2023 |